# Jarred Tinordi
Jarred Tinordi (* 20. února 1992 v Burnsville, Minnesota) je americký hokejový obránce.

## Osobní život
Narodil se v Burnsville, Minnesota, zatímco jeho otec, Mark Tinordi, byl členem Minnesota North Stars. Krátce žili v Plano, Texasu, když se klub Minnesota North Stars stěhoval do nově vzniklého týmu známy jako Dallas Stars. Otec Mark v Dallasu Stars strávil jeden rok, poté byl vyměněn do týmu Washington Capitals, rodina se nakonec usadila na předměstí Washington, D.C. v Millersville v Marylandu. Jarred Tinordi hrál v mládí v Quebecu na mezinárodním hokejovém turnaji Pee-Wee s Washingtonem Little Capitals v roce 2004. Navštěvoval Střední školu Severna Park za který hrával i hokej pro sezónu 2006/2007. Později působil jako kapitán amerického národního hokejového rozvojového programu a navštěvoval střední školu Ann Arbor Pioneer.

## Hráčská kariéra

### Mládí
Jarred Tinordi byl pozván do Amerického národního rozvojového programu ve věku 16 let a prošel různými věkovými skupinami týmu, než byl konečně zařazen do výběru týmu do 18 let v americké hokejové lize USDP pro sezónu 2009/10. Tam byl jmenován kapitánem týmu. Za skvělé výkony v týmu byl nominován do Americké hokejové reprezentace do 18 let na světový pohár do 18 let, Americká reprezentace šampionát vyhrál a Tinordi s týmem získali zlaté medaile. Po mistrovství světa byl v létě 2010 vybrán hned v prvním kole ve vstupním draftu NHL týmem Montreal Canadiens celkově z 22. místa. Téhož roku byl účastníkem draftu KHL, vybrán byl ruským klubem Metallurg Magnitogorsk až v sedmém kole z celkového 184. místa.
Po draftu se upsal juniorskému celku London Knights, který si ho vybral v roce 2008 ve 4. kole ze 74. místa. V juniorském týmu se hned zabydlel v základní sestavě a prvním ročníku odehrál celkem 63 zápasů, ve kterých nastřádal 140 trestných minut. Stal se tak nejtrestanějším hráčem týmu jak v základní části tak i v play off. V následující sezóně byl jmenován kapitánem London Knights. Přestože kvůli zranění oka vynechal celkem deset zápasů, zaznamenal na konci sezóny nejlepší bilanci v lize hodnocení pobytu na ledě plus / minus +39. Svůj bodový výkon vylepšil z předešlé sezony o jednu branku a asistenci. Jako kapitán celku, dovedl tým k prvnímu místu v základní části a v play-off neměli konkurenci a vyhráli pohár J. Ross Robertson. V Memorial Cupu podlehli nad týmem Cataractes de Shawinigan. Tinordi byl zvolen do All-Star týmu v Memorial Cupu.

### Profesionál
Před sezónou 2012/13 se přestěhoval do Hamilton Bulldogs, tehdejší farmářský tým Montreal Canadiens, který vlastní jeho hráčská práva. V březnu 2013 byl poprvé povolán do kádru Canadiens, kde 16. března 2013 odehrál svůj první zápas proti New Jersey Devils. V zápase si připsal také svůj první bod, když připravil gól pro českého útočníka Tomáše Plekance. Většinu sezony trávil na farmách Canadiens, v letech 2012-15 v Hamilton Bulldogs a v ročníku 2015/16 na nové farmě St. John's IceCaps. V ročníku 2015/16 moc zápasů neodehrál, Za Canadiens stihl odehrát tři zápasy, na farmě v St. John's IceCaps čest zápasů. 15. ledna 2016 byl společně se spoluhráčem Stefanem Fournierem vyměněni do Arizony Coyotes za Victora Bartleyho a Johna Scotta. Za Coyotes nastoupil k sedmi zápasům.
9. března 2016 dostal zákaz na 20 zápasů, protože porušil dopingové předpisy NHL / NHLPA („Program zvyšující výkonnost“). Podle vlastního prohlášení nevěděl o zákazu blíže neurčené látky a souhlasím s pozastavení činnosti. V Arizona Coyotes prodloužil kontrakt o následující rok, ale do hlavní sestavy se nevešel a tak strávil celou část sezony na jejich nové farmě v Tucson Roadrunners. V Tucsonu Roadrunners působil jako alternativní hráč. 1. července 2017 podepsal smlouvu s klubem Pittsburgh Penguins jako volný hráč. Za tým Pittsburgh Penguins neodehrál žádný zápas, působil pouze na jejich farmě ve Wilkes-Barre/Scranton Penguins. Po konci platnosti jeho smlouvy mu nebyla nabídnutá nová smlouva, opět se stal volným nechráněným hráčem. 1. července 2018 podepsal smlouvu na jeden rok s klubem Nashville Predators. Opět se nevešel do hlavní sestavy týmu NHL, byl poslán na farmu v Milwaukee Admirals, kde byl jmenován kapitánem mužstva. Ačkoliv za Predators neodehrál žádný zápas, prodloužil smlouvu o následující dva roky.
V ročníku 2019/20 se dočkal po dlouhém čekání k zápasů NHL, 28. prosince 2019 byl povolán do hlavního kádru Predators k zápasů proti Pittsburgh Penguins, kde působil na jejich farmě. V sestavě Predators nakonec zůstal do konce sezony, na farmu Milwaukee Admirals byl poslán jen na čtyři zápasy. První branku v NHL vstřelil 29. ledna 2020 brankáři Bradnu Holtbymu z Washington Capitals.

## Ocenění a úspěchy
- 2008 AtJHL - Hráč roku
- 2012 CHL - Memorial Cup All-Star Tým
- 2012 OHL - Nejlepší hráč v pobytu na ledě +/-

## Prvenství
- Debut v NHL - 16. března 2013 (New Jersey Devils proti Montreal Canadiens)
- První asistence v NHL - 16. března 2013 (New Jersey Devils proti Montreal Canadiens)
- První gól v NHL - 29. ledna 2020 (Washington Capitals proti Nashville Predators, kanadskému brankáři Braden Holtby)

## Klubová statistika
| Sezóna       | Klub                           | Soutěž       |     | Základní část | Základní část | Základní část | Základní část | Základní část |   | Play off | Play off | Play off | Play off | Play off |
| Sezóna       | Klub                           | Soutěž       | Z   | G             | A             | B             | TM            | Z             | G | A        | B        | TM       |          |          |
| 2007/2008    | Washington Jr. Nationals       | AtJHL        | 39  | 4             | 8             | 12            | 44            | —             | — | —        | —        | —        |          |          |
| 2008/2009    | NTDP do 17 let                 | USDP         | 67  | 6             | 14            | 20            | 71            | —             | — | —        | —        | —        |          |          |
| 2008/2009    | NTDP do 18 let                 | USDP         | 1   | 0             | 1             | 1             | 0             | —             | — | —        | —        | —        |          |          |
| 2009/2010    | USNTDP Juniors                 | USHL         | 26  | 4             | 5             | 9             | 68            | —             | — | —        | —        | —        |          |          |
| 2009/2010    | NTDP do 18 let                 | USDP         | 65  | 6             | 11            | 17            | 105           | —             | — | —        | —        | —        |          |          |
| 2010/2011    | London Knights                 | OHL          | 63  | 1             | 13            | 14            | 140           | 6             | 0 | 0        | 0        | 17       |          |          |
| 2012/2013    | Montreal Canadiens             | NHL          | 8   | 0             | 2             | 2             | 2             | 5             | 0 | 1        | 1        | 15       |          |          |
| 2012/2013    | Hamilton Bulldogs              | AHL          | 67  | 2             | 11            | 13            | 71            | —             | — | —        | —        | —        |          |          |
| 2013/2014    | Hamilton Bulldogs              | AHL          | 47  | 3             | 6             | 9             | 70            | —             | — | —        | —        | —        |          |          |
| 2013/2014    | Montreal Canadiens             | NHL          | 22  | 0             | 2             | 2             | 40            | —             | — | —        | —        | —        |          |          |
| 2014/2015    | Montreal Canadiens             | NHL          | 13  | 0             | 2             | 2             | 19            | —             | — | —        | —        | —        |          |          |
| 2014/2015    | Hamilton Bulldogs              | AHL          | 44  | 1             | 6             | 7             | 36            | —             | — | —        | —        | —        |          |          |
| 2015/2016    | St. John's IceCaps             | AHL          | 6   | 0             | 2             | 2             | 6             | —             | — | —        | —        | —        |          |          |
| 2015/2016    | Montreal Canadiens             | NHL          | 3   | 0             | 0             | 0             | 5             | —             | — | —        | —        | —        |          |          |
| 2015/2016    | Arizona Coyotes                | NHL          | 7   | 0             | 0             | 0             | 12            | —             | — | —        | —        | —        |          |          |
| 2016/2017    | Tucson Roadrunners             | AHL          | 64  | 1             | 10            | 11            | 102           | —             | — | —        | —        | —        |          |          |
| 2017/2018    | Wilkes-Barre/Scranton Penguins | AHL          | 62  | 5             | 16            | 21            | 86            | 2             | 0 | 0        | 0        | 0        |          |          |
| 2018/2019    | Milwaukee Admirals             | AHL          | 75  | 8             | 14            | 22            | 85            | 5             | 0 | 1        | 1        | 10       |          |          |
| 2019/2020    | Nashville Predators            | NHL          | 28  | 1             | 4             | 5             | 34            | 4             | 0 | 0        | 0        | 2        |          |          |
| 2019/2020    | Milwaukee Admirals             | AHL          | 32  | 0             | 6             | 6             | 55            | —             | — | —        | —        | —        |          |          |
| 2020/2021    | Nashville Predators            | NHL          | 7   | 0             | 0             | 0             | 4             | —             | — | —        | —        | —        |          |          |
| 2020/2021    | Boston Bruins                  | NHL          | 14  | 0             | 1             | 1             | 7             | 4             | 0 | 0        | 0        | 5        |          |          |
| 2021/2022    | New York Rangers               | NHL          | 7   | 1             | 0             | 1             | 7             | —             | — | —        | —        | —        |          |          |
| 2021/2022    | Hartford Wolf Pack             | AHL          | 32  | 1             | 4             | 5             | 56            | —             | — | —        | —        | —        |          |          |
| 2022/2023    | Chicago Blackhawks             | NHL          | 44  | 2             | 6             | 8             | 40            | —             | — | —        | —        | —        |          |          |
| 2023/2024    | Chicago Blackhawks             | NHL          | 52  | 0             | 9             | 9             | 64            | —             | — | —        | —        | —        |          |          |
| 2024/2025    | Calgary Wranglers              | AHL          | 30  | 1             | 4             | 5             | 29            | —             | — | —        | —        | —        |          |          |
| Celkem v NHL | Celkem v NHL                   | Celkem v NHL | 205 | 4             | 26            | 30            | 234           | 13            | 0 | 1        | 1        | 22       |          |          |

## Reprezentace
V Mistrovství světa do 18 let byl zvolen kapitánem mužstva.
| Rok                       | Tým                       | Soutěž                    | Z  | G | A | B | TM |
| ------------------------- | ------------------------- | ------------------------- | -- | - | - | - | -- |
| 2010                      | USA 18                    | MS-18                     | 7  | 1 | 1 | 2 | 10 |
| 2012                      | USA 20                    | MSJ                       | 6  | 1 | 1 | 2 | 6  |
| Juniorská kariéra celkově | Juniorská kariéra celkově | Juniorská kariéra celkově | 13 | 2 | 2 | 4 | 16 |